# YongNuo Speedlite

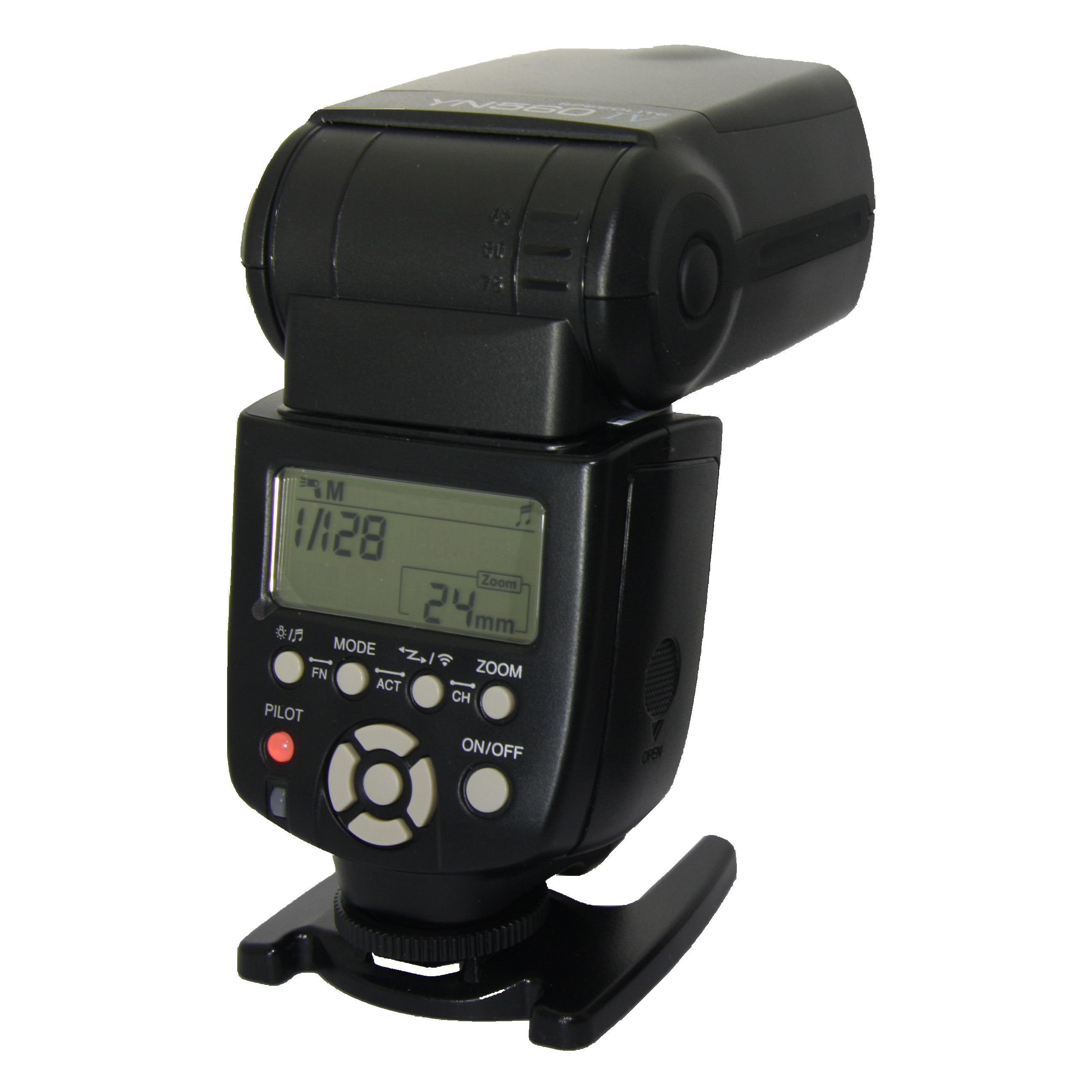
Aufsteckblitz YongNuo Speedlite YN560 IV

YongNuo Speedlite ist die Blitzgerätemarke des chinesischen Herstellers ShenZhen YongNuo Photographic Equipment Co. Ltd.

## Allgemein
Die Speedlites von YongNuo lassen sich in die folgenden Kategorien einteilen:
- Manuelle Aufsteckblitze zur Verwendung mit Kameras unterschiedlicher Hersteller
- Automatische Aufsteckblitze zur Verwendung mit dem TTL-Protokoll von Canon oder Nikon
- Zum 600 EX-RT von Canon kompatible Aufsteckblitze mit Funksteuerung
- Ringblitzgeräte für die Makrofotografie

## Manuelle Blitzgeräte
Die Modellbezeichnungen der manuellen Blitzgeräte von YongNuo lauten YN460, YN560 und YN660. Die Blitzgeräte dieser Baureihen können auf jeder Kamera mit einem Standard-Mittenkontakt-Blitzschuh verwendet werden. Die Steuerung des Blitzgerätes erfolgt vollständig manuell, ohne jegliche Automatik. Die Einstellungen müssen bis zum Modell YN560 II direkt am Blitzgerät über die Bedienelemente vorgenommen werden, ab dem Modell YN560 III können die Einstellungen auch über Funk geändert werden. Die Auslösung des Blitzes erfolgt entweder über den Mittenkontakt des Blitzschuhs oder ab dem Modell YN560 III über ein Funksignal. Ab den Geräten der 560er Baureihe ist eine Auslösung auch über den PC-Sync-Eingang möglich.
Die folgenden manuellen Aufsteckblitzgeräte werden von YongNuo hergestellt und vertrieben:
- YN560 III
- YN560 IV
- YN660
- YN560Li
- YN720
- YN860Li

Nicht mehr erhältlich sind diese Modelle:
- YN460
- YN460 II
- YN560
- YN560 II

### Technische Daten

#### Aktuelle Modelle (Serie 560 und 660)
| Modell            | YN660                              | YN560Li                          |
| ----------------- | ---------------------------------- | -------------------------------- |
| Typ               | Manuell                            | Manuell                          |
| Leitzahl          | 66 bei ISO 100 und 200 mm          | 58 bei ISO 100 und 105 mm        |
| LCD               | beleuchtet                         | beleuchtet                       |
| Leistungsstufen   | 1/1 bis 1/128 (0.3/0.5/1.0)        | 1/1 bis 1/128 (0.3/0.5/1.0)      |
| Multi-Modus       | 1/4 bis 1/128 (100x100 Hz)         | 1/4 bis 1/128 (100x100 Hz)       |
| Zoomstufen        | 24 bis 199                         | 24 bis 105                       |
| Sender            | 2,4 GHz, 16 Kanäle, 6 Gruppen      | 2,4 GHz, 16 Kanäle, 6 Gruppen    |
| Empfänger         | 2,4 GHz, 16 Kanäle, 6 Gruppen      | 2,4 GHz, 16 Kanäle, 6 Gruppen    |
| Kompatibilität TX | RF-603(II)/605, YN560, YN660       | RF-603(II)/605, YN560, YN660     |
| Kompatibilität RX | RF-602/603(II)/605, YN560, YN660   | RF-602/603(II)/605, YN560, YN660 |
| Optischer Slave   | S1 / S2                            | S1 / S2                          |
| USB               | -/-                                | Ja                               |
| PC Sync-Port      | Ja                                 | Ja                               |
| Stromversorgung   | 4 x AA (Alkaline oder NiMH) / Ext. | 2 x 18650 (Li-Ion) / Ext.        |
| Gewicht netto     | 427 g                              | 393 g                            |
| Markteinführung   | April 2016                         | Juli 2018                        |
| Vorgängermodell   | YN560 IV                           | -/-                              |

#### Ältere Modelle (Serie 560)
| Modell            | YN560                                 | YN560 II                           | YN560 III                          | YN560 IV                           |
| ----------------- | ------------------------------------- | ---------------------------------- | ---------------------------------- | ---------------------------------- |
| Typ               | Manuell                               | Manuell                            | Manuell                            | Manuell                            |
| Leitzahl          | 58 bei ISO 100 und 105 mm             | 58 bei ISO 100 und 105 mm          | 58 bei ISO 100 und 105 mm          | 58 bei ISO 100 und 105 mm          |
| LCD               | Nein (LED)                            | beleuchtet                         | beleuchtet                         | beleuchtet                         |
| Leistungsstufen   | 1/1 bis 1/128 (1.0/von -0.3 bis +0.4) | 1/1 bis 1/128 (0.3/0.5/1.0)        | 1/1 bis 1/128 (0.3/0.5/1.0)        | 1/1 bis 1/128 (0.3/0.5/1.0)        |
| Multi-Modus       | -/-                                   | 1/4 bis 1/128 (100x100 Hz)         | 1/4 bis 1/128 (100x100 Hz)         | 1/4 bis 1/128 (100x100 Hz)         |
| Zoomstufen        | 24 bis 105                            | 24 bis 105                         | 24 bis 105                         | 24 bis 105                         |
| Sender            | -/-                                   | -/-                                | -/-                                | 2,4 GHz, 16 Kanäle, 3 Gruppen      |
| Empfänger         | -/-                                   | -/-                                | 2,4 GHz, 16 Kanäle, 6 Gruppen      | 2,4 GHz, 16 Kanäle, 6 Gruppen      |
| Kompatibilität TX | -/-                                   | -/-                                | -/-                                | RF-602/603(II)/605, YN560, YN660   |
| Kompatibilität RX | -/-                                   | -/-                                | RF-602/603(II)/605, YN560, YN660   | RF-602/603(II)/605, YN560, YN660   |
| Optischer Slave   | S1 / S2                               | S1 / S2                            | S1 / S2                            | S1 / S2                            |
| PC Sync-Port      | Ja                                    | Ja                                 | Ja                                 | Ja                                 |
| Stromversorgung   | 4 x AA (Alkaline oder NiMH) / Ext.    | 4 x AA (Alkaline oder NiMH) / Ext. | 4 x AA (Alkaline oder NiMH) / Ext. | 4 x AA (Alkaline oder NiMH) / Ext. |
| Gewicht netto     | 350 g                                 | 350 g                              | 350 g                              | 350 g                              |
| Markteinführung   | Juni 2010                             | Dezember 2011                      | Januar 2013                        | November 2014                      |
| Vorgängermodell   | -/-                                   | YN560                              | YN560 II                           | YN560 III                          |

#### Ältere Modelle (Serie 460)
| Modell          | YN460                       | YN460 II                    |
| --------------- | --------------------------- | --------------------------- |
| Typ             | Manuell                     | Manuell                     |
| Leitzahl        | 24 bei ISO 100 und 35 mm    | 38 bei ISO 100 und 35 mm    |
| LCD             | Nein (LED)                  | Nein (LED)                  |
| Leistungsstufen | 1/1 bis 1/64                | 1/1 bis 1/64 (0,25/1,0)     |
| Zoomstufen      | -/-                         | -/-                         |
| Optischer Slave | S1/S2                       | S1/S2                       |
| Stromversorgung | 4 x AA (Alkaline oder NiMH) | 4 x AA (Alkaline oder NiMH) |
| Gewicht netto   | 250 g                       | 250 g                       |
| Markteinführung | Juli 2009                   | September 2010              |
| Vorgängermodell | -/-                         | YN460                       |

## TTL-fähige Blitzgeräte
Mit Ausnahme des Modells YN585 EX sind die TTL-Blitze von YongNuo ausschließlich für die Kameras der Hersteller Canon und Nikon konzipiert. Die Modelle der Reihe YN565 haben keine High-Speed-Synchronisation (HSS) und können im Funkbetrieb nur als Empfänger eingesetzt werden. Die Blitzgeräte der Reihe YN568 sind HSS-fähig und können ab dem Modell YN568 EX II im Funkbetrieb auch als Sender arbeiten. Die Modelle der Reihe YN685 und YN968 beherrschen neben den herstellerspezifischen Protokollen iTTL oder ETTL zusätzlich noch das eigene RF603-kompatible Funkprotokoll, das bei den manuellen Blitzen von YongNuo verwendet wird.
Die folgenden TTL-fähigen Aufsteckblitzgeräte werden von YongNuo hergestellt und vertrieben:
- YN565 EX
- YN565 EX II
- YN565 EX III
- YN510 EX
- YN500 EX (nur Canon)
- YN568 EX
- YN568 EX II (nur Canon)
- YN568 EX III
- YN585 EX (nur Pentax)
- YN685 C (nur Canon)
- YN685 N (nur Nikon)
- YN968 C (nur Canon)
- YN968 N (nur Nikon)

Nicht mehr erhältlich sind diese Modelle:
- YN465
- YN467
- YN468
- YN468 II

### Technische Daten

#### Aktuelle Modelle (Modell 685)
| Modell            | YN685 C                                                   | YN685 N                                                   |
| ----------------- | --------------------------------------------------------- | --------------------------------------------------------- |
| Typ               | E-TTL (Canon)                                             | i-TTL (Nikon)                                             |
| Leitzahl          | 60 bei ISO 100 und 200 mm                                 | 60 bei ISO 100 und 200 mm                                 |
| LCD               | beleuchtet                                                | beleuchtet                                                |
| Leistungsstufen   | 1/1 bis 1/128 (0.3/0.5/1.0)                               | 1/1 bis 1/128 (0.3/0.5/1.0)                               |
| Modus             | TTL, Manuell, Multi                                       | TTL, Manuell, Multi                                       |
| Zoomstufen        | 20 bis 200                                                | 20 bis 200                                                |
| AF-Hilfslicht     | Ja                                                        | Ja                                                        |
| High Speed Sync   | Ja                                                        | Ja                                                        |
| Sender            | -/-                                                       | -/-                                                       |
| Empfänger         | Yongnuo 2,4 GHz / Canon E-TTL                             | Yongnuo 2,4 GHz / Nikon i-TTL                             |
| Kompatibilität TX | -/-                                                       | -/-                                                       |
| Kompatibilität RX | YN622C, YN622C-TX, YN560-TX, YN560 IV, RF-603(II), RF-605 | YN622C, YN622C-TX, YN560-TX, YN560 IV, RF-603(II), RF-605 |
| Optischer Slave   | -/-                                                       | -/-                                                       |
| USB               | -/-                                                       | -/-                                                       |
| PC Sync-Port      | Ja                                                        | Ja                                                        |
| Stromversorgung   | 4 x AA (Alkaline oder NiMH) / Ext.                        | 4 x AA (Alkaline oder NiMH) / Ext.                        |
| Gewicht netto     | 426 g                                                     | 426 g                                                     |
| Markteinführung   | Oktober 2015                                              | Mai 2016                                                  |
| Vorgängermodell   | -/-                                                       | -/-                                                       |

#### Aktuelle Modelle (Modell 968)
| Modell            | YN968 C                                                   | YN968 N                                                   |
| ----------------- | --------------------------------------------------------- | --------------------------------------------------------- |
| Typ               | E-TTL (Canon)                                             | i-TTL (Nikon)                                             |
| Leitzahl          | 60 bei ISO 100 und 200 mm                                 | 60 bei ISO 100 und 200 mm                                 |
| LCD               | beleuchtet                                                | beleuchtet                                                |
| Leistungsstufen   | 1/1 bis 1/128 (0.3/0.5/1.0)                               | 1/1 bis 1/128 (0.3/0.5/1.0)                               |
| Modus             | TTL, Manuell, Multi                                       | TTL, Manuell, Multi                                       |
| Zoomstufen        | 20 bis 200                                                | 20 bis 200                                                |
| AF-Hilfslicht     | Ja                                                        | Ja                                                        |
| LED Einstelllicht | Ja                                                        | Ja                                                        |
| High Speed Sync   | Ja                                                        | Ja                                                        |
| Sender            | Optisch, 7 Kanäle, Wireless TTL                           | Optisch, 7 Kanäle, Wireless TTL                           |
| Empfänger         | Yongnuo 2,4 GHz / Canon E-TTL                             | Yongnuo 2,4 GHz / Nikon i-TTL                             |
| Kompatibilität TX | YN968C, YN622C(II), YN685C                                | YN968N, YN622N(II), YN685N                                |
| Kompatibilität RX | YN622C, YN622C-TX, YN560-TX, YN560 IV, RF-603(II), RF-605 | YN622N, YN622N-TX, YN560-TX, YN560 IV, RF-603(II), RF-605 |
| Optischer Slave   | Sc / Sn / Sc+Sn / S1 / S2                                 | Sc / Sn / Sc+Sn / S1 / S2                                 |
| USB               | Ja                                                        | Ja                                                        |
| PC Sync-Port      | Ja                                                        | Ja                                                        |
| Stromversorgung   | 4 x AA (Alkaline oder NiMH) / Ext.                        | 4 x AA (Alkaline oder NiMH) / Ext.                        |
| Gewicht netto     | 435 g                                                     | 435 g                                                     |
| Markteinführung   | November 2018                                             | Juli 2017                                                 |
| Vorgängermodell   | -/-                                                       | -/-                                                       |

## EX-kompatible Blitzgeräte
Die folgenden zur EX-Reihe von Canon kompatiblen Blitzgeräte werden von YongNuo hergestellt und vertrieben:
- YN600 EX-RT II
- YN686 EX-RT
- YN680 EX-RT

Nicht mehr erhältlich sind diese Modelle:
- YN600 EX-RT

## Ringblitzgeräte
Ringblitzgeräte werden hauptsächlich in der Makrofotografie verwendet und im Gegensatz zu normalen Aufsteckblitzen nicht auf der Kamera, sondern direkt am Objektiv befestigt. Damit soll verhindert werden, dass bei den normalerweise sehr kurzen Abständen zwischen Objektiv und Motiv eine Abschattung des Blitzlichtes durch das Objektiv entsteht.
Die folgenden Ringblitzgeräte werden von YongNuo hergestellt und vertrieben:
- YN-14EX (nur Canon)
- YN-14EX II (nur Canon)
- YN-24EX (nur Canon)

Nicht mehr erhältlich sind diese Modelle:
- MR-58 (nur manuell)